# دانشکده پزشکی تبریز
دانشکده پزشکی دانشگاه علوم پزشکی تبریز یکی از دانشکده‌های پزشکی ایران وابسته به دانشگاه علوم پزشکی تبریز در تبریز است. این دانشکده در سال ۱۳۲۶ بنیانگذاری شد و دارای ۱۱ بیمارستان آموزشی است.

## تاریخچه
دانشکده پزشکی تبریز در سال ۱۳۲۶ به عنوان زیرمجموعه دانشگاه تبریز بنیانگذاری شد. این دانشکده در کنار دیگر دانشکده‌های علوم پزشکی در سال ۱۳۶۴ از دانشگاه تبریز منفک شدند و دانشگاه علوم پزشکی تبریز را شکل دادند. هم‌اکنون این دانشکده با زیربنای تقریبی ۲۴٬۰۰۰ متر مربع با ۴۳۳ نفر عضو هیئت علمی به ریاست دکتر علی اکبر طاهر اقدم در حال فعالیت است.